# Nacré polaire
Boloria polaris
Espèce
Statut de conservation UICN

 VU A1cde : Vulnérable
Le Nacré polaire (Boloria polaris) est une espèce de lépidoptères de la famille des Nymphalidae et de la sous-famille des Heliconiinae.

## Dénomination
L'espèce Boloria polaris a été décrite par Jean-Baptiste Alphonse Dechauffour de Boisduval en 1828.
Synonyme : Clossiana polaris (Boisduval, 1828).

### Noms vernaculaires
Le Nacré polaire se nomme Polar Frittillary en anglais et Polar Frittillary aux USA.

### Sous-espèces
- Boloria (Clossiana) polaris stellata (Masters, 1972)[1]

## Description
C'est un papillon au dessus jaune orangé avec une aire basale marron surtout marquée aux postérieures et des lignes de dessins, festons, ligne de petits point.
Le revers des antérieures est semblable, alors que les postérieures sont ornées d'alignements de taches blanches et de points noirs.

## Biologie

### Période de vol et hivernation
Il vole en une génération entre juin et début août, suivant les conditions météorologiques.
Il hiverne à l'état de chenille, et le cycle se déroule sur deux années,.

### Plantes hôtes
Ses plantes hôtes sont Cassiope tetragona, Vaccinium uliginosum, Dryas octopetala, Dryas punctataen.

## Écologie et distribution
Le Nacré polaire est circumpolaire, en Europe au nord du 68° N,. En Amérique il réside en Alaska et dans le nord du Canada, de l'Alaska au Labrador.

### Biotope
C'est un papillon de la toundra arctique.

### Protection
Le Nacré polaire a le statut d'espèce vulnérable (VU) inscrit sur la liste rouge européenne.

### Référence taxinomique
- (en) Fauna Europaea : Boloria (Clossiana) polaris (Boisduval, 1828) (consulté le 21 mars 2023)